# Эшли, Лора
Ло́ра Э́шли (англ. Laura Ashley, урождённая Ма́унтни, Mountney; 7 сентября 1925 — 17 сентября 1985) — валлийская бизнес-леди и модельер. Первоначально, в 1950-х годах, участвовала в производстве предметов в области художественной организации пространства, в 1960-х годах расширила бизнес до дизайна и производства одежды. Стиль Лоры Эшли характеризуется романтическим дизайном, зачастую — сельским духом XIX века и использованием натуральных тканей.

## Ранние годы
Эшли родилась в доме своей бабушки, в Доулейсе (Уэльс, Великобритания). Она выросла в семье государственного служащего и матери-домохозяйки как строгая баптистка. Часовня, которую она посещала в Доулэйсе (Хеврон), была валлийской. Хотя Лора не могла понять язык богослужений, она любила его, особенно пение. До 1932 года девочка училась в школе Маршалла в Мертир-Тидвиле, затем её отправили в школу Элмвуд в Кройдоне. В начале Второй мировой войны она эвакуировалась с матерью, братьями и сёстрами в Уэльс, но в школах во времена эвакуации не осталось мест из-за большого количества приехавших учеников, и она стала посещать секретарскую школу в Абердэре, которая была расположена на юге Уэльса, в графстве Гламорган промышленного округа Ронта-Кинон-Тав.
В 1942 году в возрасте 16 лет она бросила школу и поступила в женскую Королевскую военно-морскую службу. В этот период в молодёжном клубе в Уоллингтоне Лора познакомилась с инженером Бернардом Эшли. После войны Бернара направили в числе королевских полков гуркхов в Индию, на протяжении его службы пара вела переписку. С 1945 по 1952 год Лора работала секретарём Национальной федерации женских институтов (англ. National Federation of Women’s Institutes) в Лондоне, а в 1949 году вышла замуж за Бернарда. В 1955 году молодая семья переехала в графство Суррей, а в 1957 году перенесла свою фабрику в каретный сарай площадью 111,48 м² в сельской местности графства Кент.

## Компания

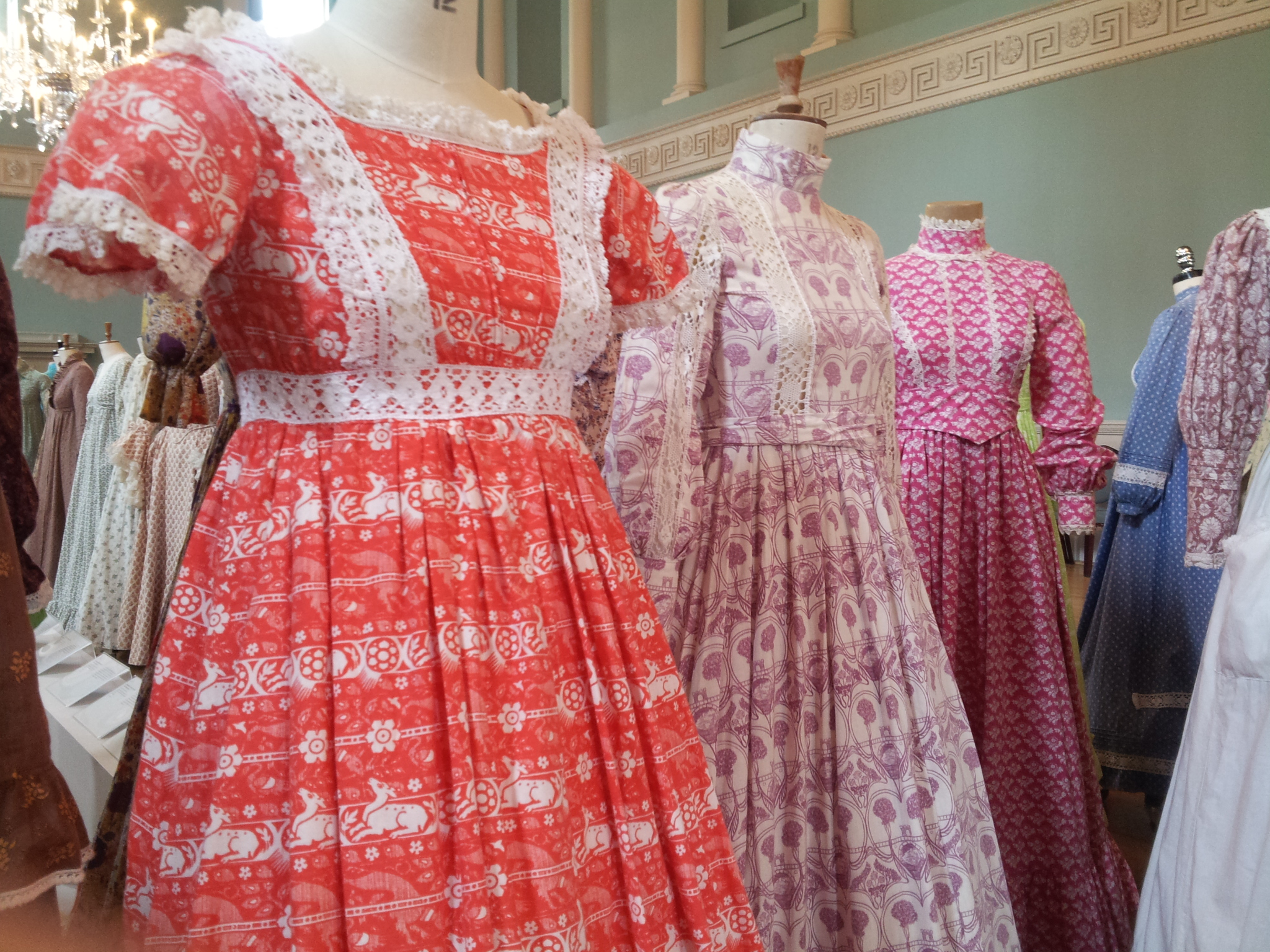
Хлопковые платья с принтом 1970-х годов от Лоры Эшли были выставлены в Музее моды в Бате в 2013 году.

Работая секретарём, Эшли воспитывала двух первых детей и занималась развитием Женского института по лоскутному шитью (Women’s Institute on quilting). Вернувшись к ремеслу, которому она научилась у бабушки, Лора стала создавать платки, салфетки, скатерти и кухонные полотенца, которые Бернард печатал на станке, сконструированном в мансарде квартиры на Кембридж-стрит, Пимлико, Лондон.
Пара вложила 10 фунтов стерлингов в приобретение деревянной рамы, красок и нескольких метров ткани. Создавая набивные узоры Эшли использовала рисунки, которые видела на выставке традиционных ремёсел Женского института в Музее Виктории и Альберта. Когда Эшли решила найти викторианский узор для небольших кусков ткани для пэчворка, она обнаружила, что их не существует.
В 1953 году она воспользовалась возможностью создать собственные узоры в викторианском стиле и начала печатать их на шейных платках, которые стала производить, вернувшись из поездки в Италию. Такие платки носили молодые девушки, подражавшие героине Одри Хепбёрн из фильма «Римские каникулы», и вскоре заказы из крупных уличных магазинов увеличились. Бернард оставил свою работу в Сити, чтобы работать над печатью тканей в течение полного дня, затем супруги зарегистрировали собственную компанию. Они делали кухонные полотенца, салфетки и скатерти с простыми геометрическими узорами. К середине 80-х годов то, что начиналось как ремесленный проект, превратилось в бурно развивающийся семейный бизнес с глобальным охватом: в нём работали 4000 человек в более чем 220 магазинах по всему миру, а годовой доход составлял около 130 миллионов долларов. Одежда Лоры Эшли изготавливалась из натуральных тканей — хлопка, бязи и вельвета, а также из шерсти, шёлка, бархата или кружева.
Изначально компания была зарегистрирована как Эшли Маунтни (Ashley Mountney, девичья фамилия Лоры), но Бернард изменил название на Laura Ashley, так как считал, что женское имя больше подходит для того типа продукции, который они производили. Новая компания переехала в Кент в 1955 году, но когда в 1960 году родился третий из четырёх детей, семья переехала в Уэльс.
Они открыли свой первый розничный универсальный магазин в 1961 году в маленьком сельском городке Махинллет, в котором помимо товаров Эшли Маунтни, как их ещё называли, также продавались такие товары, как мёд, трости и валлийская фланелевая одежда. Здесь же Лора работала со швеёй, чтобы представить первые разработки в сфере моды. Они шили халаты, похожие на рубашки, для дома и сада. Семья жила над магазином до переезда в Карно, Монтгомеришир. Сначала они обосновались в пустующем общественном клубе, но в 1967 году переехали на местную железнодорожную станцию. Первый магазин, торгующий только изделиями от Лоры Эшли, открылся в Лондоне, на Пелхэм-стрит в Южном Кенсингтоне в 1968 году, второй — на Фулхэм-роуд в следующем году. На пике популярности в магазине на Фулхэм-роуд за одну неделю было продано 4000 платьев. Принцесса Диана была самым известным неофициальным послом бренда: она стояла рядом с Дэвидом Боуи на фестивале Live Aid в ансамбле цвета мяты от Лоры Эшли. Среди знаменитых поклонников бренда были также Натали Портман и Сара Джессика Паркер. Одной из причин популярности бренда было также и то, что хорошо сшитая и добротная одежда стоила недорого.
В 1980-х годах компания расширилась и продавала идеально подобранные товары для дома: платья, покрывала, ткани, мягкую мебель, драпировки, зонтики и обои, а также посуду и керамическую плитку с цветочными мотивами.
Эшли была душой бизнеса, и вскоре после её смерти он начал рушиться. К 1990 году Laura Ashley была в убытке, а к 2003 году компания закрыла все магазины в США и Канаде, чтобы сосредоточиться на лицензировании и электронной коммерции. В 2020 году архив и онлайн-бизнес Лоры Эшли были проданы фирме по реструктуризации Gordon Brother. Управляющая компания создала коллекцию в сотрудничестве с американским модельером Батшевой Хэй.

## Личная жизнь
У Лоры и Бернарда Эшли было четверо детей, и все они были связаны с бизнесом. Дэвид (род. 1954/55), старший сын проектировал здания магазинов; одна из дочерей, Джейн, была фотографом компании; другая дочь, Эмма, и их второй сын, Ник, были частью команды дизайнеров. Бернар был председателем компании, а Лора следила за пополнением склада с тканями. Успех бизнеса позволил семье приобрести яхту, частный самолёт, замок Шато-де-Ремэниль во Франции в Пикардии, дом Райдолдога, особняк недалеко от Рейдра, в Поуисе, Уэльс, таунхаус в Брюсселе и виллу Контента в Лайфорд-Кей, Нью-Провиденс, Багамы.

### Смерть
В 1985 году, сразу после своего 60-летия, Лора Эшли упала с лестницы в доме дочери в Уэст-Мидлендсе и была доставлена в больницу в Ковентри, где через десять дней скончалась от кровоизлияния в мозг. Она похоронена на кладбище Святого Иоанна Крестителя в Карно, Уэльс.
Сэр Бернард Эшли умер от рака 14 февраля 2009 года

## Наследие
Через два месяца после смерти Лоры в 1985 году компания Laura Ashley Holdings стала публичной, её акции выросли в 34 раза. 5 июля 1994 года на бывшем доме семьи Эшли по адресу Кембридж-стрит, 83, Пимлико, была торжественно открыта мемориальная доска.
В 2022 году британский исторический бренд Laura Ashley — один из самых популярных в мире брендов товаров для дома и стиля жизни. После сделки с американской компанией IMG бренд будет распространяться на одежду, обувь, косметику и аксессуары, а также товары для дома. Продукция бренда продаётся в более чем 23 000 торговых точках, расположенных в Великобритании и Северной Америке.

## Фонд
Фонд Лоры Эшли был основан в 1987 году. Изначально он финансировал искусство, потом стал финансировать более широкие общественные и социальные проекты, что привело в 2011 году к смене названия с The Laura Ashley Foundation (Фонд Лоры Эшли) на The Ashley Family Foundation (Семейный фонд Эшли).